# Burgille
Burgille és un municipi francès situat al departament del Doubs i a la regió de Borgonya - Franc Comtat. L'any 2007 tenia 444 habitants.

## Demografia

### Població
El 2007 la població de fet de Burgille era de 444 persones. Hi havia 149 famílies de les quals 27 eren unipersonals (9 homes vivint sols i 18 dones vivint soles), 36 parelles sense fills, 68 parelles amb fills i 18 famílies monoparentals amb fills.
La població ha evolucionat segons el següent gràfic:
Habitants censats

### Habitatges
El 2007 hi havia 162 habitatges, 152 eren l'habitatge principal de la família, 2 eren segones residències i 7 estaven desocupats. 150 eren cases i 11 eren apartaments. Dels 152 habitatges principals, 137 estaven ocupats pels seus propietaris, 15 estaven llogats i ocupats pels llogaters i 1 estava cedit a títol gratuït; 2 tenien dues cambres, 15 en tenien tres, 38 en tenien quatre i 98 en tenien cinc o més. 118 habitatges disposaven pel capbaix d'una plaça de pàrquing. A 51 habitatges hi havia un automòbil i a 89 n'hi havia dos o més.

### Piràmide de població
La piràmide de població per edats i sexe el 2009 era:
| Homes | Edats   | Dones |
| ----- | ------- | ----- |
| 0     | 95 o +  | 0     |
| 0     | 90 a 94 | 0     |
| 0     | 85 a 89 | 0     |
| 0     | 80 a 84 | 0     |
| 4     | 75 a 79 | 12    |
| 0     | 70 a 74 | 0     |
| 16    | 65 a 69 | 4     |
| 4     | 60 a 64 | 8     |
| 8     | 55 a 59 | 8     |
| 16    | 50 a 54 | 4     |
| 20    | 45 a 49 | 20    |
| 12    | 40 a 44 | 12    |
| 4     | 35 a 39 | 12    |
| 16    | 30 a 34 | 12    |
| 8     | 25 a 29 | 8     |
| 20    | 20 a 24 | 20    |
| 20    | 15 a 19 | 28    |
| 12    | 10 a 14 | 12    |
| 16    | 5 a 9   | 8     |
| 12    | 0 a 4   | 8     |

## Economia
El 2007 la població en edat de treballar era de 289 persones, 220 eren actives i 69 eren inactives. De les 220 persones actives 203 estaven ocupades (109 homes i 94 dones) i 17 estaven aturades (9 homes i 8 dones). De les 69 persones inactives 23 estaven jubilades, 27 estaven estudiant i 19 estaven classificades com a «altres inactius».

### Ingressos
El 2009 a Burgille hi havia 166 unitats fiscals que integraven 469,5 persones, la mediana anual d'ingressos fiscals per persona era de 17.796 €.

### Activitats econòmiques
Dels 11 establiments que hi havia el 2007, 2 eren d'empreses de construcció, 2 d'empreses de comerç i reparació d'automòbils, 1 d'una empresa financera, 1 d'una empresa immobiliària, 4 d'empreses de serveis i 1 d'una empresa classificada com a «altres activitats de serveis».
Dels 4 establiments de servei als particulars que hi havia el 2009, 1 era una oficina bancària, 2 lampisteries i 1 agència immobiliària.
L'any 2000 a Burgille hi havia 14 explotacions agrícoles que ocupaven un total de 736 hectàrees.

## Equipaments sanitaris i escolars
El 2009 hi havia una escola elemental integrada dins d'un grup escolar amb les comunes properes formant una escola dispersa.

## Poblacions més properes
El següent diagrama mostra les poblacions més properes.